# Aeroporto di Ferrara
L'Aeroporto di Ferrara (ICAO: LIPF), dedicato a Michele Allasia, sottotenente ferrarese della prima guerra mondiale, è uno degli aeroporti della città di Ferrara ed è il principale aeroporto civile della provincia.
Sempre nelle vicinanze della città di Ferrara è attivo l'Aeroporto di Prati Vecchi di Aguscello.

## Posizione
L'aeroporto è situato a sud della città ed è dotato di due piste parallele (una in erba l'altra in asfalto), orientate est-ovest (09-27).

## Radio Assistenze
Sul campo era presente un NDB con codice FER operante alla frequenza di 343 kHz, attualmente non più operativo. L'area è poi coperta da due VOR, il BOA (112,2 MHz) di Bologna ed il CHI (114,1 MHz) di Chioggia.

## Attività
Sul campo operano due aeroclub:
- Aeroclub "R. Fabbri" Ferrara, dedicato al volo ad ala fissa ed al paracadutismo.
- Aeroclub Volovelistico Ferrarese, dedicato al volo a vela.

L'attività dei due sodalizi si svolge prevalentemente durante il fine settimana.

## Storia
A metà agosto 1912 venne terminata la costruzione del primo hangar, ed il 24 maggio 1915 il sedime diventa operativo come Aeroscalo per dirigibili del Servizio Aeronautico della Regia Marina in occasione della prima guerra mondiale.